# تیبانا
تیبانا (انگلیسی: Tibaná) نام شهری در کشور کلمبیا است.